# Маунтин Меса (Калифорнија)
Маунтин Меса (енгл. Mountain Mesa) насељено је место без административног статуса у америчкој савезној држави Калифорнија.

## Демографија
По попису из 2010. године број становника је 777, што је 61 (8,5%) становника више него 2000. године.
| Група             | 2000.       | 2010.       |
| Белци             | 663 (92,6%) | 647 (83,3%) |
| Афроамериканци    | 2 (0,3%)    | 7 (0,9%)    |
| Азијати           | 0 (0,0%)    | 6 (0,8%)    |
| Хиспаноамериканци | 27 (3,8%)   | 77 (9,9%)   |
| Укупно            | 716         | 777         |